# 블레어주의
블레어주의는 영국 경제의 부흥을 위해 토니 블레어 수상이 행한 사회적, 정치적 정책들의 총칭이다. 토니 블레어는 영국 노동당 소속이였음에도 불구하고 시장경제 체제와 마가렛 대처의 경제정책을 옹호하였고, 신자유주의의 급진주의를 배격하고 온건한 신자유주의 추진을 주장하였다.

## 개요
정책적 또는 개인적인 인간 관계에서 토니 블레어 전 총리 (노동당 당수)을지지하는 사람들을 가리키기도 한다. 이에 경우에는 블레어파라고 하기도 한다. 또한 의원 이외에도, 재계, 언론계 등으로 블레어를지지하는 사람들을 가리키기도 한다. 고든 브라운을 지지하는 브라운 파의 반대어로 사용되는 경우가 많다.
정책적으로는 브라운 파 함께 "뉴 레이버 (새 노동당)"을 표방하는 노동당내 우파 집단이며, 그런 의미에서 블레어 파 브라운 파는 "올드 레이버"이라고도 할 수 있는 노동당 좌파와 대립한다.

## 대처주의와 차이점
대처주의는 노동조합에 대해 적대적이었으며 중상층을 위하였으나. 토니 블레어는 노동조합의 적대적이지 않았다. 또 대처주의는 급진주의적인 신자유주의를 추진하였으나, 블레어주의는 온건한 신자유주의 노선이었다. 그러나 대처주의의 연장선으로 보는 시각이 지배적이다.

## 같이 보기
- 대처주의
- 제3의 길